# Kashima Antlers
El Kashima Antlers (鹿島アントラーズ Kashima Antorāzu?) es un club de fútbol japonés con sede en Kashima, prefectura de Ibaraki, que milita en la J1 League, máxima categoría futbolística de ese país. Disputa sus partidos en el estadio de Kashima, sede de la Copa Mundial de Fútbol de 2002.
Fundado en Osaka en 1947 y trasladado a Kashima en 1975, durante cuatro décadas fue el equipo amateur de la empresa metalúrgica Sumitomo Metal. La entidad dio el paso al profesionalismo en 1991 con la contratación de Zico, antigua estrella de la selección brasileña, para impulsar el desarrollo del fútbol japonés y asegurarse una plaza en la nueva liga profesional a partir de la temporada 1993. Desde entonces han sido el club que más títulos nacionales ha ganado: ocho ligas japonesas, cinco copas del Emperador, seis copas de la Liga y dos copas Suruga Bank. Es el único equipo fundador de la J. League, junto con el Yokohama F. Marinos, que ha disputado todas las ediciones de la primera división.
En la Copa Mundial de Clubes de la FIFA 2016, Kashima Antlers obtuvo el subcampeonato en la mejor actuación de un equipo asiático en el torneo hasta la fecha.
El área de influencia de Kashima Antlers abarca el sur de Ibaraki, con algo más de 600.000 habitantes. Rivaliza a nivel local con Mito HollyHock, con el que disputa el derbi de Ibaraki, y a nivel nacional con Júbilo Iwata por la predominancia de ambos clubes en la década de 1990.

## Historia

### Sumitomo Metal FC (1947-1991)
El origen del actual Kashima Antlers es el club de fútbol de la empresa metalúrgica Sumitomo Metal, fundado en Osaka en 1947 y trasladado a Kashima (Ibaraki) en 1975. En una época en la que el fútbol japonés aún no había desarrollado todo su potencial, la entidad alcanzó tres veces la máxima categoría de la amateur Japan Soccer League (JSL) en los años 1980.
En 1991, luego de que la Asociación de Fútbol de Japón (JFA) aprobara la creación de una nueva liga profesional, Sumimoto llevaría a cabo una inversión arriesgada, teniendo en cuenta que militaban en segunda división: fichar al brasileño Zico, estrella del Flamengo en la década de 1980, para desarrollar sobre él un nuevo equipo y el fútbol japonés. Su salario era de tres millones de dólares por dos temporadas. A pesar de que el Sumimoto terminó el curso 1991/92 en segundo lugar de la segunda división, y de la modesta población de la ciudad, su proyecto fue determinante para que la JFA le concediera una plaza en la J. League.

### Kashima Antlers (1992-actualidad)
A partir de 1992, el Sumimoto dejó de lado cualquier referencia a la empresa y fue renombrado «Kashima Antlers», en honor al nombre de la ciudad de Kashima que significa «Isla de los ciervos» y Antlers «Astas o cuernos»; siendo su nombre literalmente en español: «Astas de la isla de los ciervos». Zico asumió la capitanía y convenció a dos excompañeros del Flamengo, Leonardo y Alcindo Sartori, para que le acompañaran en la inauguración. Kashima Antlers se proclamó campeón de la primera fase de la temporada 1993 de la J. League, pero fue derrotado por Verdy Kawasaki en la gran final.
Desde la retirada de Zico en 1994 para asumir un rol de asesor, Kashima Antlers ha trabajado el desarrollo de futbolistas japoneses bajo las órdenes de un entrenador brasileño, lo que les ha dotado de un estilo propio. En la temporada 1996 obtuvieron la primera liga de su historia con aportaciones destacadas de Jorginho, jugador más valioso del torneo, y el central internacional Naoki Soma. Al año siguiente se proclamaron campeones de la Copa del Emperador y de la Copa J. League, si bien fueron subcampeones de liga. No obstante, volverían a llevarse la J. League en su edición de 1998.

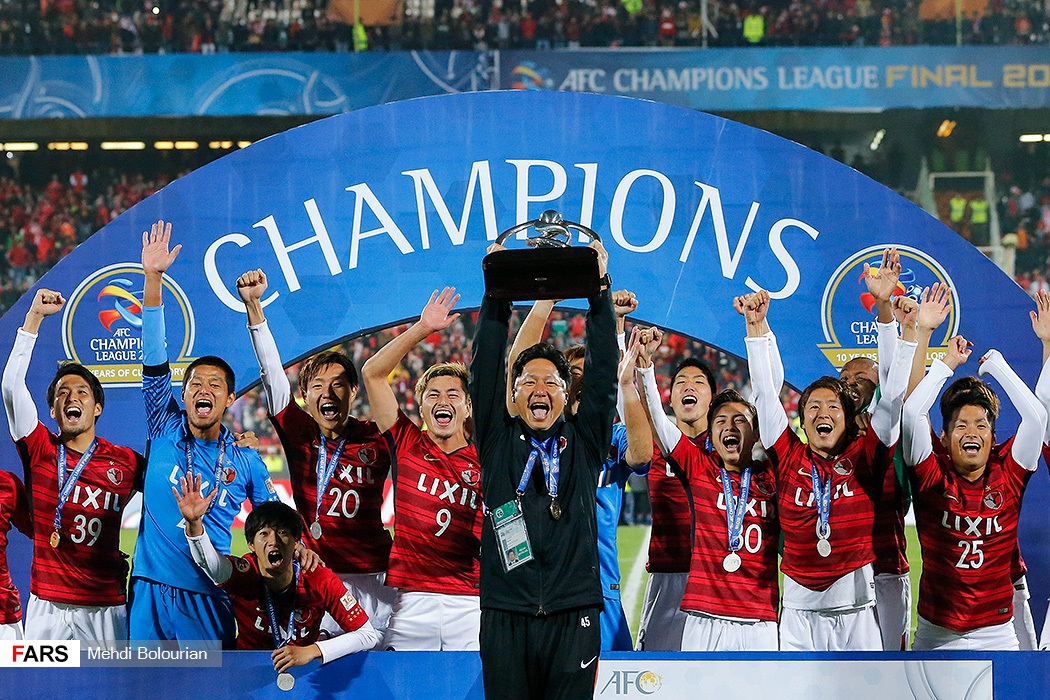
El Kashima Antlers campeón de la Liga de Campeones de la AFC 2018.

En la temporada 2000, a las órdenes de Toninho Cerezo, Kashima Antlers se convirtió en el primer equipo japonés en ganar las tres competiciones nacionales: liga, copa y copa de la liga. Luego de vencer en la J. League de 2001 y en la Copa de Campeones A3 de 2003, la entidad no pudo superar la venta de sus estrellas Atsushi Yanagisawa y Kōji Nakata a ligas europeas, por lo que afrontaría una reestructuración.
Kashima Antlers se hicieron con tres ligas consecutivas entre 2006 y 2008, gracias a una nueva generación de futbolistas liderada por Mitsuo Ogasawara y Atsuto Uchida. Y a pesar de que no volvieron a llevarse el campeonato doméstico durante los seis siguientes cursos, sí lograron la copa del Emperador (2010) y tres copas de la J. League (2011, 2012 y 2015). Después de 21 años consecutivos con técnicos brasileños, la directiva contrató en julio de 2015 al entrenador Masatada Ishii para emprender un cambio de rumbo.
Kashima Antlers se proclamó campeón de la J1 League 2016 y obtuvo la clasificación para la Copa Mundial de Clubes de la FIFA 2016 como representante del país anfitrión. Contra todo pronóstico, los japoneses fueron subcampeones tras eliminar desde la fase preliminar a los campeones de Oceanía (Auckland City), África (Mamelodi Sundowns) y Sudamérica (Atlético Nacional). En la final, el Real Madrid tuvo que forzar la prórroga para doblegarles por 4-2, con una actuación destacada de Gaku Shibasaki.
En 2018 el equipo se proclamó campeón de la Liga de Campeones de la AFC, gracias a su victoria en la final sobre el Persépolis iraní. Y en 2019 la empresa de comercio electrónico Mercari compró el 61,6% del equipo por 1600 millones de yenes, lo que dejaba a Nippon Steel como accionista minoritario.

## Estadio

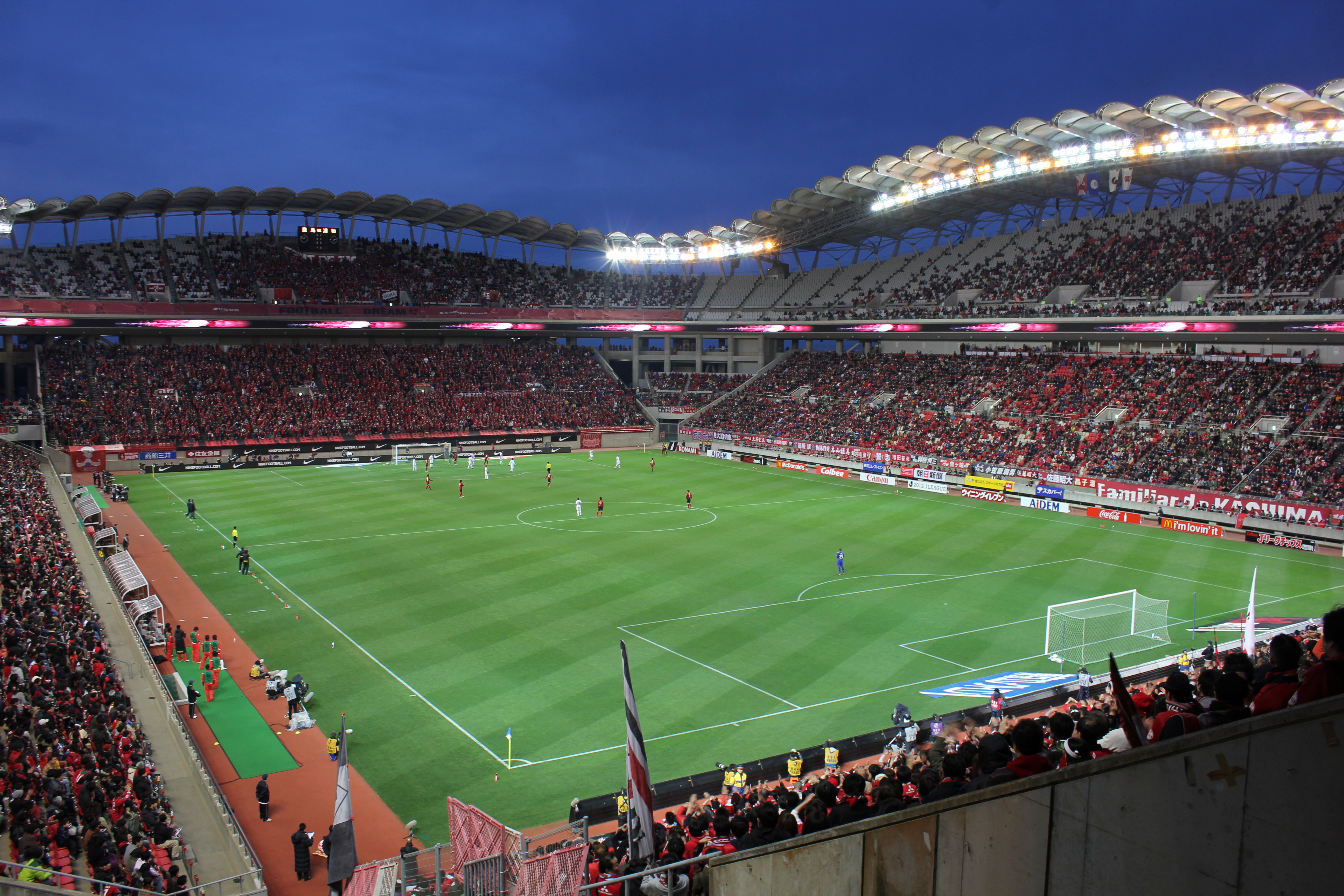
Interior del Estadio de Kashima

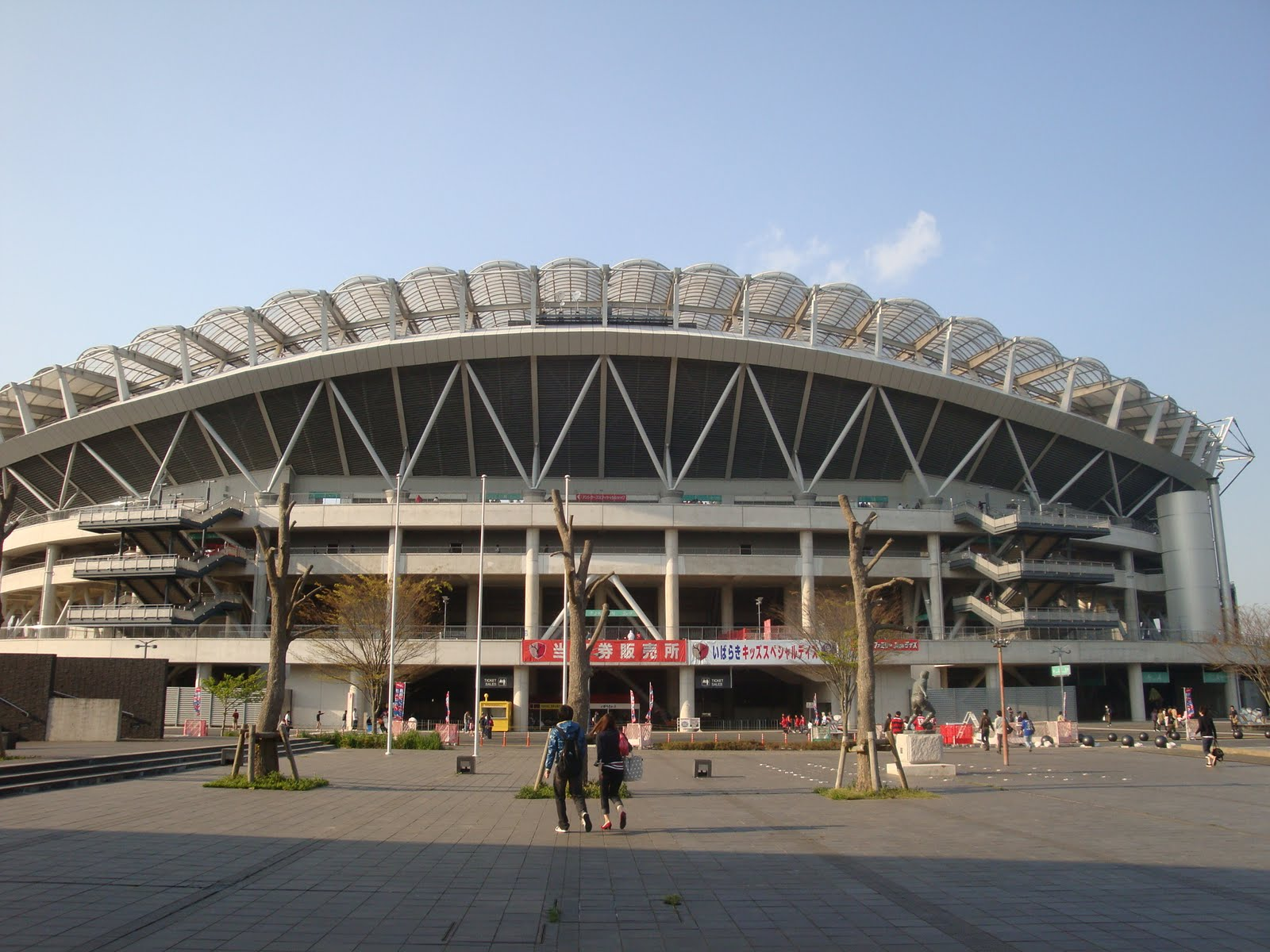
Estadio de Kashima y estatua en honor a Zico.

Kashima Antlers disputa sus partidos como local en el Estadio de Kashima, con capacidad para 40.728 espectadores y superficie de pasto. Este campo fue una de las sedes de la Copa Mundial de Fútbol de 2002. Cuando fue construido en 1993 se convirtió en el primer estadio de Japón de uso exclusivo para fútbol. A la entrada del recinto hay una estatua de Zico, en honor a lo que hizo por el club.

## Jugadores

### Jugadores en préstamo
| Prestados | Prestados | Prestados | Prestados | Prestados | Prestados     |
| N.º       | Nac.      | Pos.      | Nombre    | Edad      | Último equipo |
| --------- | --------- | --------- | --------- | --------- | ------------- |

### Jugadores destacados
| Japón - Masakatsu Miyamoto - Yasuto Honda - Hisashi Kurosaki - Yoshiyuki Hasegawa - Yutaka Akita - Naoki Soma - Akira Narahashi - Koji Nakata - Atsushi Yanagisawa - Toru Araiba - Masahiko Inoha - Daiki Iwamasa - Naomichi Ueda - Atsuto Uchida - Yūya Ōsako |  | Japón (Cont.) - Mitsuo Ogasawara - Gaku Shibasaki - Gen Shoji - Takayuki Suzuki - Hitoshi Sogahata - Takeshi Aoki - Shunzo Ono - Masashi Motoyama - Go Oiwa - Makoto Teguramori - Takuya Nozawa - Chikashi Masuda - Tadatoshi Masuda - Jo Nakajima - Eiji Gaya (1987-1996) - Kenichi Serada (1992-1995) - Kenichi Hashimoto (1994-1996) - Kosei Nakamura (2000-2002) - Kenji Koyano (2007-2011) |  | CONMEBOL - Zico - Jorginho - Bismarck - Toninho Cerezo - Alcindo Sartori - Leonardo - Santos - Bebeto - Fellype Gabriel - Alex Mineiro - Milton Cruz - Marquinhos |

## Entrenadores
| Entrenador          | País   | Periodo                    |
| ------------------- | ------ | -------------------------- |
| Masakatsu Miyamoto  | Japón  | 1992-94                    |
| Edu                 | Brasil | Junio 1994-95              |
| João Carlos         | Brasil | 1996-98                    |
| Takashi Sekizuka    | Japón  | Mayo 1998 (Interino)       |
| Zé Mário            | Brasil | Agosto 1998-99             |
| Zico                | Brasil | Agosto 1999 (Dir. General) |
| Toninho Cerezo      | Brasil | 2000-05                    |
| Paulo Autuori       | Brasil | 2006                       |
| Oswaldo de Oliveira | Brasil | 2007-11                    |
| Jorginho            | Brasil | 2012                       |
| Toninho Cerezo      | Brasil | 2013-15                    |
| Masatada Ishii      | Japón  | Julio 2015-17              |
| Go Oiwa             | Japón  | Mayo 2017-                 |

## Participación internacional en torneos AFC y FIFA

#### Por competición
Nota: En negrita competiciones activas.
| Competición                         | Temp. | PJ  | PG | PE | PP | GF  | GC  | Dif. | Puntos | Títulos | Subtítulos |
| ----------------------------------- | ----- | --- | -- | -- | -- | --- | --- | ---- | ------ | ------- | ---------- |
| Liga de Campeones de la AFC         | 13    | 89  | 46 | 19 | 24 | 190 | 92  | +98  | 157    | 1       | –          |
| Copa Mundial de Clubes de la FIFA   | 2     | 7   | 4  | 0  | 3  | 13  | 14  | -1   | 12     | –       | 1          |
| Copa Suruga Bank                    | 3     | 3   | 1  | 1  | 1  | 5   | 5   | 0    | 4      | 2       | 1          |
| Recopa de la AFC                    | 1     | 6   | 5  | 0  | 1  | 27  | 7   | +20  | 15     | –       | –          |
| Total                               | 19    | 105 | 56 | 20 | 29 | 235 | 118 | +117 | 188    | 3       | 2          |
| Actualizado a la Temporada 2021-22. |       |     |    |    |    |     |     |      |        |         |            |

#### Participaciones
- Liga de Campeones de la AFC (13): 1997-98, 1999-2000, 2001-02, 2002-03, 2008, 2009, 2010, 2011, 2015, 2017, 2018, 2019, 2020
- Copa Mundial de Clubes de la FIFA (2): 2016, 2018
- Recopa de la AFC (1): 1998-99.
- Copa Suruga Bank (3): 2012, 2013, 2016

## Palmarés

### Sumitomo Metal FC

#### Títulos nacionales
| Competición                        | Títulos          | Subcampeonatos |
| ---------------------------------- | ---------------- | -------------- |
| Copa Nacional Amateur Japonesa (1) | 1973.            |                |
| JSL Division 2 (2)                 | 1984, 1986-1987. |                |

### Kashima Antlers

#### Títulos nacionales
| Competición            | Títulos                                                  | Subcampeonatos                              |
| ---------------------- | -------------------------------------------------------- | ------------------------------------------- |
| J1 League (8)          | 1996, 1998, 2000, 2001, 2007, 2008, 2009, 2016. (Récord) | 1993, 1997.                                 |
| Copa del Emperador (5) | 1997, 2000, 2007, 2010, 2016.                            | 1993, 2002.                                 |
| Copa J. League (6)     | 1997, 2000, 2002, 2011, 2012, 2015. (Récord)             | 1999, 2003, 2006.                           |
| Supercopa de Japón (6) | 1997, 1998, 1999, 2009, 2010, 2017. (Récord)             | 2001, 2002, 2008, 2011. (Récord compartido) |

#### Títulos internacionales
| Competición                             | Títulos              | Subcampeonatos |
| --------------------------------------- | -------------------- | -------------- |
| Copa Mundial de Clubes de la FIFA (0/1) |                      | 2016.          |
| Liga de Campeones de la AFC (1/0)       | 2018.                |                |
| Copa Suruga Bank (2/1)                  | 2012, 2013. (Récord) | 2016.          |
| Copa de Campeones A3 (1/0)              | 2003.                |                |